# Harry Angus
Herbert „Harry“ Angus (* 1870 in Manchester; † 1935) war ein englischer Fußballspieler.

## Karriere
Angus kam im September 1890 von Gorton Villa zu West Manchester und debütierte für die Mannschaft bei einer 0:6-Niederlage gegen die Blackburn Rovers. Mit West Manchester spielte er in der Lancashire League und wurde regelmäßig in Spielberichten als bester Angreifer seines Teams hervorgehoben. Im März 1892 kam er zum in der Football Alliance spielenden AFC Ardwick und debütierte ebenso wie John McVicker und Harry Middleton noch im selben Monat in einem Freundschaftsspiel gegen Third Lanark und wirkte kurz darauf auch bei einem 2:2-Unentschieden gegen Preston North End mit, den Vizemeister der Football League.
Im April 1892 kam er im letzten Spiel Ardwicks in der Football Alliance zum Einsatz und erzielte beim 2:2-Unentschieden bei Crewe Alexandra einen Treffer. Der Abpfiff der Partie wurde von Zuschauerausschreitungen bekleidet, bei denen die Ardwick-Spielern Tritte abbekamen und die Trikots vom Leib gerissen wurden. Wenige Tage später stand Angus anlässlich eines Benefizspiels zu Gunsten von David Weir gegen eine „Internationals“ genannte Auswahl für Ardwick auf dem Platz. In den folgenden Tagen trat er zudem zunächst in einem Freundschaftsspiel gegen den schottischen Klub FC Renton auf, in dem er vom Anstoß weg gemeinsam mit Jack Angus den Führungstreffer von Hugh Morris vorbereitete. Im weiteren Verlauf der ersten Halbzeit erzielte er selbst zwei Treffer und trug damit wesentlich zum 5:1-Sieg bei. Kurz darauf war er auch gegen den Football-League-Klub Notts County erfolgreich und traf dabei zum 3:0-Endstand.
Zur folgenden Saison 1892/93 wurde fast die gesamte Football Alliance in die Football League integriert und Ardwick wurde Teil der neu geschaffenen Football League Second Division. Angus wurde bereits vor der Saison als Ergänzungsspieler betrachtet und war zumeist im Reserveteam in der Lancashire Combination im Einsatz. Zu seinem Pflichtspieldebüt für die erste Mannschaft kam er im Oktober 1892 gegen den Lokalrivalen und späteren Meister Newton Heath, die Cricket and Football Field urteilte über Angus’ Leistung auf Linksaußen beim 2:2-Unentschieden: „füllte würdig Milarvies Schuhe als Weirs Partner aus.“ Nach einem weiteren Einsatz am folgenden Spieltag, einer 0:2-Niederlage bei Grimsby Town, fand er keine Berücksichtigung in der ersten Mannschaft mehr. Er verließ den Klub zum Saisonende und spielte in der Folge für den in Manchester ansässigen Amateurklub Moss Side.